# Limbdi
Limbdi ist ein Ort mit etwa 43.000 Einwohnern (Zensus 2011) im indischen Bundesstaat Gujarat. Er liegt im Distrikt Surendranagar.
Limbdi war Hauptstadt des früheren Fürstenstaates Limbdi.